# Friedrich Deutsch (Theologe)

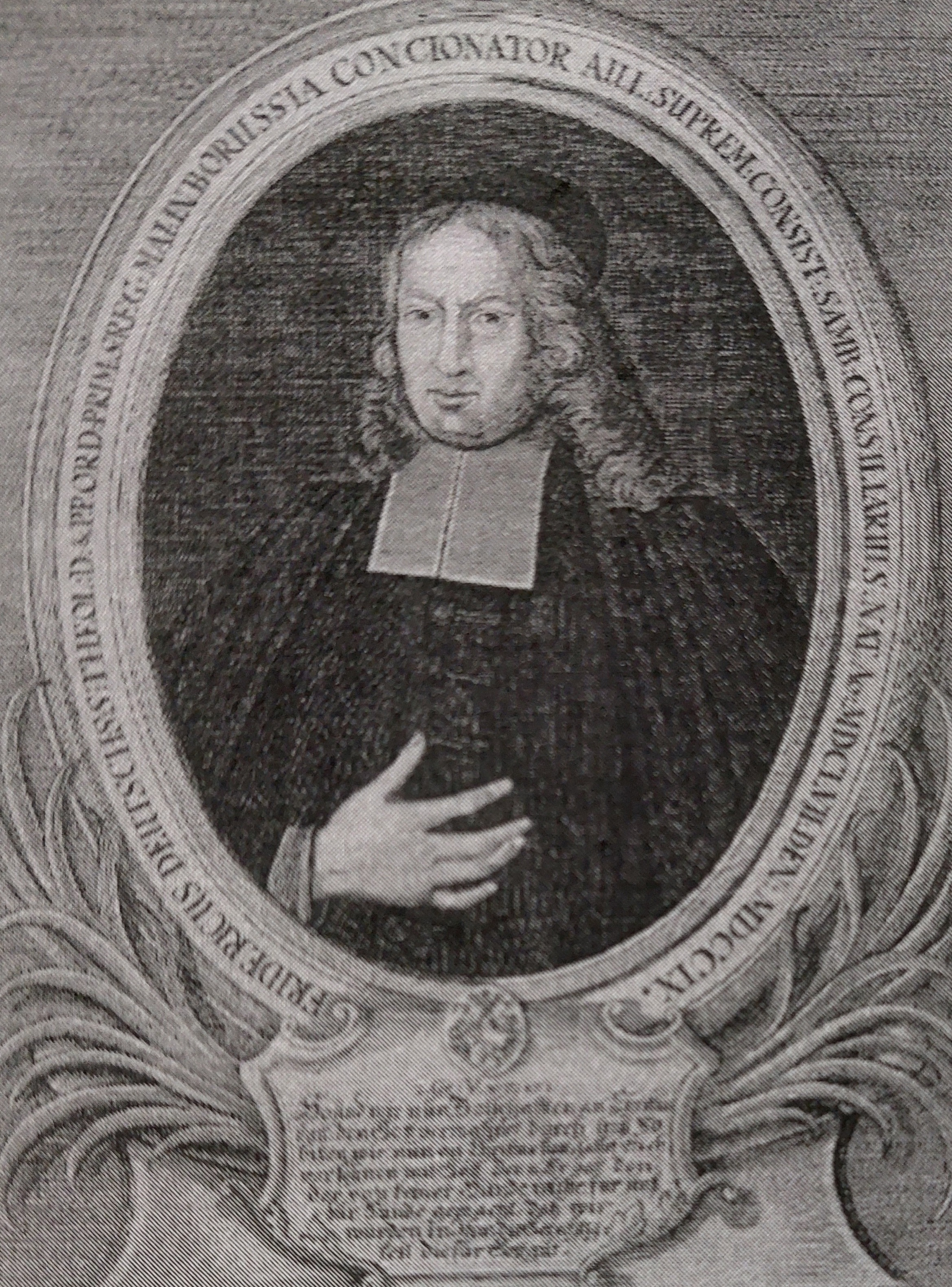
Friedrich Deutsch

Friedrich Deutsch (* 2. April 1657 in Königsberg (Preußen); † 21. April 1709 ebenda) war ein deutscher evangelischer Theologe.

## Leben
Deutsch war der Sohn des Gerichtsverwalters der Königsberger Altstadt Christian Deutsch (1629–1676) und dessen Frau Elisabeth (geborene Behm, 1636–1708), Tochter des Gerichtsverwandten in der Königsberger Altstadt. Er hatte seine schulische Ausbildung in Königsberg erhalten. Vermutlich wurde er an der Domschule in Königsberg von seinem Onkel Johann Deutsch (24. Juni 1632; † 17. September 1701) ausgebildet. Sein an der Universität Königsberg begonnenes Studium setzte er an der Universität Jena fort, wo er am 29. April 1679 den akademischen Grad eines Magisters der Philosophie erwarb. Danach absolvierte er eine Gelehrtenreise (Kavaliersreise), die ihn nach Holland, Frankreich und England führte.
1684 kehrte er zurück nach Königsberg, wo er 1686 eine außerordentliche Professur erhielt und im selben Jahr am 21. Februar zum Doktor der Theologie promovierte. 1688 wurde er zweiter ordentlicher Professor, Pfarrer an der Löbenichtschen Kirche und Assessor am samländischen Konsistorium. 1703 wurde er erster Professor der theologischen Fakultät und zugleich königlicher Oberhofprediger Friedrich Wilhelms I. von Preußen. In seiner Eigenschaft als Hochschullehrer beteiligte er sich an den organisatorischen Aufgaben der Königsberger Hochschule und war in den Wintersemestern 1692/93, 1696/97 sowie 1700/01 Rektor der Alma Mater. 1704/05 und 1708/09 war er Prorektor.

## Familie
Deutsch war zwei Mal verheiratet.
Am 8. Januar 1686 heiratete er Anna Barbara († 11. Mai 1695), Tochter des Gerichtsverwandten Kaspar Schimmelpfennig.
- Regina Elisabeth Deutsch (* 29. Dezember 1686, † 22. September 1707) ⚭ 21. Januar 1706 mit Theodor Boltz, Professor an der Universität in Konigsberg
- Christian Deutsch (* 11. September 1688; † 3. Mai 1770), bis zu seinem Tod Pfarrer der Marien- oder Oberkirche zu Frankfurt an der Oder ⚭ 17. Februar 1729 mit Katharina Elisabeth (geborene Genge)[2]
- Jakob Friedrich Deutsch († nach 1708)
- Friedrich Deutsch († 10. April 1691)
- Sohn († 1708)
- Tochter (* 1695, † 9. Mai 1695)

Seine zweite Ehe ging er am 9. Oktober 1696 mit Katharina (28. November 1676; † 22. Januar 1700), Tochter des Gerichtsverwandten in Löbenicht Heinrich Höpner, ein.
- Heinrich Deutsch († nach 1700)
- Tochter († nach 1700)

## Werke
- Disp. Pro Gradu de persona et officio Messiae ex Jerem. XXIII, 5.6.
- Disp. VIII de perpetuo ac universali baptismi aquae praecepto.
- Disp. IV De natura et constit. Theol. moralis.
- Diss. De persona et officio Messiae ex Jer. XXIIII, 5, 6.
- Diss. De justificatione Abrahami ex Rom. IV et Jac. II.
- Diss. De peccato originali ad Art. II Aug. conf.
- Diss. De definitione ecclesiae ejusque notis.
- Diss. De personali deitate Spiritus S.
- Diss. De sapientia ab acterno a Deo possessa Prov. VIII, 22.
- Diss. De baptismo pro mortuis I Cor. XV, 29.
- Diss. De Chrysostomi et Theodoreti de S. coena sentential, hodierno transsubstantiationis dogmati contraria.
- Diss. De Adoptione fidelium Eph. I, 3.
- Diss. De vera carnis Christi ex Maria et patribus origine.
- Diss. De Obumbratione Spiritus S. super Maria.